# Mosaikskinn
Mosaikskinn (Ceraceomyces tessulatus) är en svampart som först beskrevs av Mordecai Cubitt Cooke, och fick sitt nu gällande namn av Jülich 1972. Mosaikskinn ingår i släktet Ceraceomyces och familjen Amylocorticiaceae.  Arten är reproducerande i Sverige. Inga underarter finns listade i Catalogue of Life.
I den svenska databasen Dyntaxa används istället namnet Ceraceomyces subapiculatus för samma taxon.  Arten är reproducerande i Sverige.